# Fargues (Gironde)
Pour les articles homonymes, voir Fargues.
Fargues  est une commune du Sud-Ouest de la France, située dans le département de la Gironde, en région Nouvelle-Aquitaine.

## Géographie

### Localisation
Commune de l'unité urbaine de Langon située dans le vignoble de Sauternes, la commune se trouve à 47 km au sud-est de Bordeaux, chef-lieu du département, à 5 km au sud-ouest de Langon, chef-lieu d'arrondissement et anciennement de canton.

### Communes limitrophes
Les communes limitrophes en sont Toulenne au nord-est, Langon à l'est, Roaillan au sud-est, Léogeats à l'extrême sud sur à peine un km, Sauternes à l'ouest-sud-ouest et Preignac au nord-ouest.
| Preignac  |          | Toulenne |
|           | Fargues  | Langon   |
| Sauternes | Léogeats | Roaillan |

### Climat
Pour des articles plus généraux, voir Climat de la Nouvelle-Aquitaine et Climat de la Gironde.
Historiquement, la commune est exposée à un climat océanique aquitain.  
En 2020, Météo-France publie une typologie des climats de la France métropolitaine dans laquelle la commune est exposée à un climat océanique et est dans la région climatique  Aquitaine, Gascogne, caractérisée par une pluviométrie abondante au printemps, modérée en automne, un faible ensoleillement au printemps, un été chaud (19,5 °C), des vents faibles, des brouillards fréquents en automne et en hiver et des orages fréquents en été (15 à 20 jours).
Pour la période 1971-2000, la température annuelle moyenne est de 13,2 °C, avec une amplitude thermique annuelle de 14,8 °C. Le cumul annuel moyen de précipitations est de 843 mm, avec 11,5 jours de précipitations en janvier et 6,9 jours en juillet. Pour la période 1991-2020, la température moyenne annuelle observée sur la station météorologique la plus proche, située sur la commune de Sauternes à 4 km à vol d'oiseau, est de 13,9 °C et le cumul annuel moyen de précipitations est de 859,6 mm,. Pour l'avenir, les paramètres climatiques de la commune estimés pour 2050 selon différents scénarios d'émission de gaz à effet de serre sont consultables sur un site dédié publié par Météo-France en novembre 2022.

## Urbanisme

### Typologie
Au 1er janvier 2024, Fargues est catégorisée commune rurale à habitat dispersé, selon la nouvelle grille communale de densité à sept niveaux définie par l'Insee en 2022.
Elle appartient à l'unité urbaine de Langon, une agglomération intra-départementale regroupant six  communes, dont elle est une commune de la banlieue,,. Par ailleurs la commune fait partie de l'aire d'attraction de Bordeaux, dont elle est une commune de la couronne,. Cette aire, qui regroupe 275 communes, est catégorisée dans les aires de 700 000 habitants ou plus (hors Paris),.

### Occupation des sols

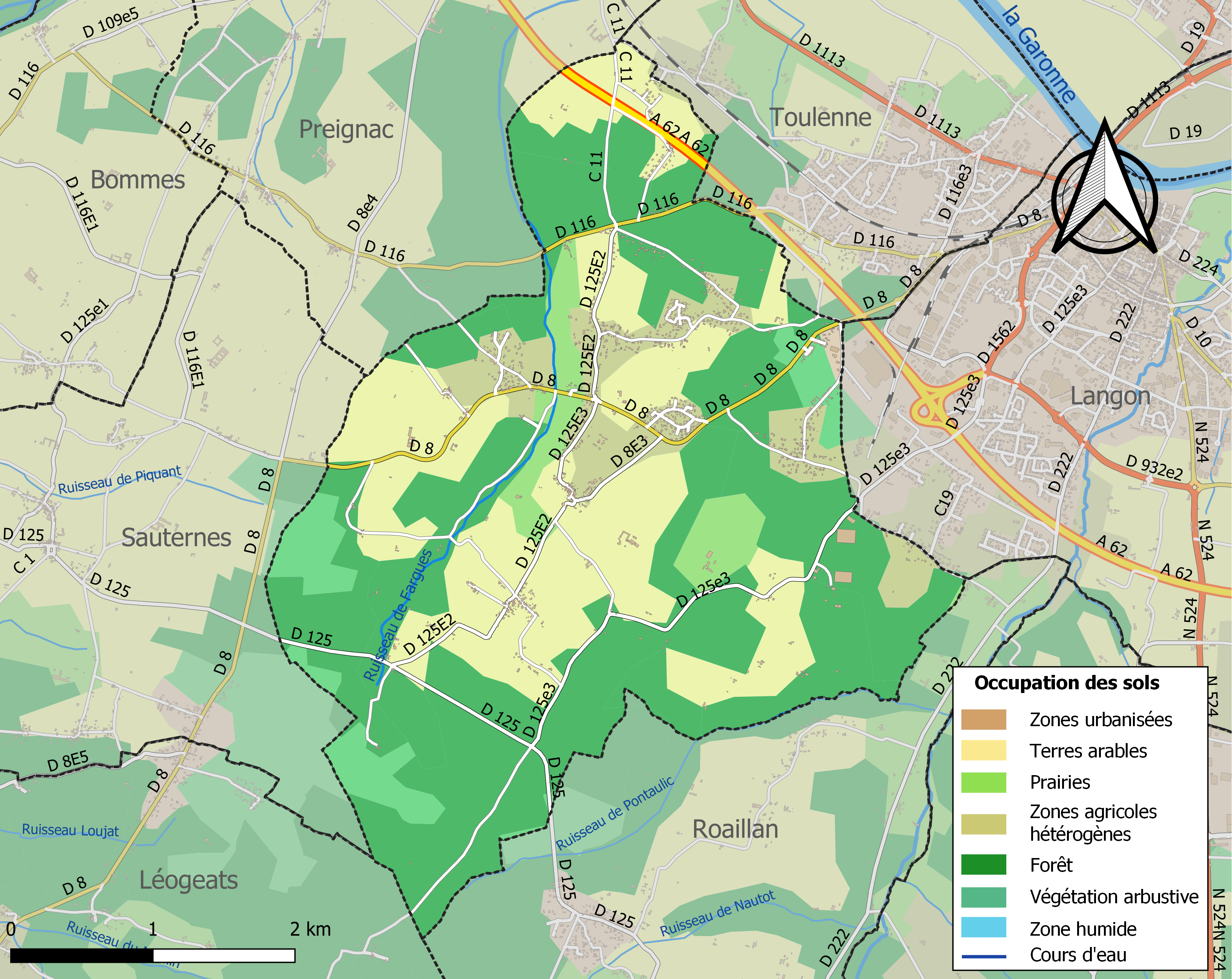
Carte des infrastructures et de l'occupation des sols de la commune en 2018 (CLC).

L'occupation des sols de la commune, telle qu'elle ressort de la base de données européenne d’occupation biophysique des sols Corine Land Cover (CLC), est marquée par l'importance des forêts et milieux semi-naturels (56,9 % en 2018), en diminution par rapport à 1990 (58,4 %). La répartition détaillée en 2018 est la suivante : 
forêts (51,7 %), cultures permanentes (25,2 %), zones agricoles hétérogènes (9,3 %), milieux à végétation arbustive et/ou herbacée (5,2 %), prairies (4,7 %), terres arables (3,7 %), zones industrielles ou commerciales et réseaux de communication (0,3 %). L'évolution de l’occupation des sols de la commune et de ses infrastructures peut être observée sur les différentes représentations cartographiques du territoire : la carte de Cassini (XVIIIe siècle), la carte d'état-major (1820-1866) et les cartes ou photos aériennes de l'IGN pour la période actuelle (1950 à aujourd'hui).

### Voies de communication et transports
La commune est traversée, en dehors du bourg, par la route départementale D8 qui relie Villandraut au sud-ouest à Langon au nord-est ; dans le bourg, la route départementale D125e2 permet une circulation locale.

L'accès le plus proche à l'autoroute A62 (Bordeaux-Toulouse) est le no 3, dit de Langon, distant de 4 km par la route vers le nord-est.

L'accès no 1, dit de Bazas, à l'autoroute A65 (Langon-Pau) se situe à 15 km vers le sud-sud-est.
La gare SNCF la plus proche est celle, distante de 4,5 km par la route vers le nord-est, de Langon sur la ligne Bordeaux-Sète du TER Nouvelle-Aquitaine.

### Risques majeurs
Le territoire de la commune de Fargues est vulnérable à différents aléas naturels : météorologiques (tempête, orage, neige, grand froid, canicule ou sécheresse), inondations, feux de forêts, mouvements de terrains et séisme (sismicité très faible). Un site publié par le BRGM permet d'évaluer simplement et rapidement les risques d'un bien localisé soit par son adresse soit par le numéro de sa parcelle.
La commune a été reconnue en état de catastrophe naturelle au titre des dommages causés par les inondations et coulées de boue survenues en 1982, 1991, 1995, 1997, 1999, 2009, 2018 et 2020,.
Fargues est exposée au risque de feu de forêt. Depuis le 20 avril 2016, les départements de la Gironde, des Landes et de Lot-et-Garonne disposent d’un règlement interdépartemental de protection de la forêt contre les incendies. Ce règlement vise à mieux prévenir les incendies de forêt, à faciliter les interventions des services et à limiter les conséquences, que ce soit par le débroussaillement, la limitation de l’apport du feu ou la réglementation des activités en forêt. Il définit en particulier cinq niveaux de vigilance croissants auxquels sont associés différentes mesures,.
Les mouvements de terrains susceptibles de se produire sur la commune sont des tassements différentiels.

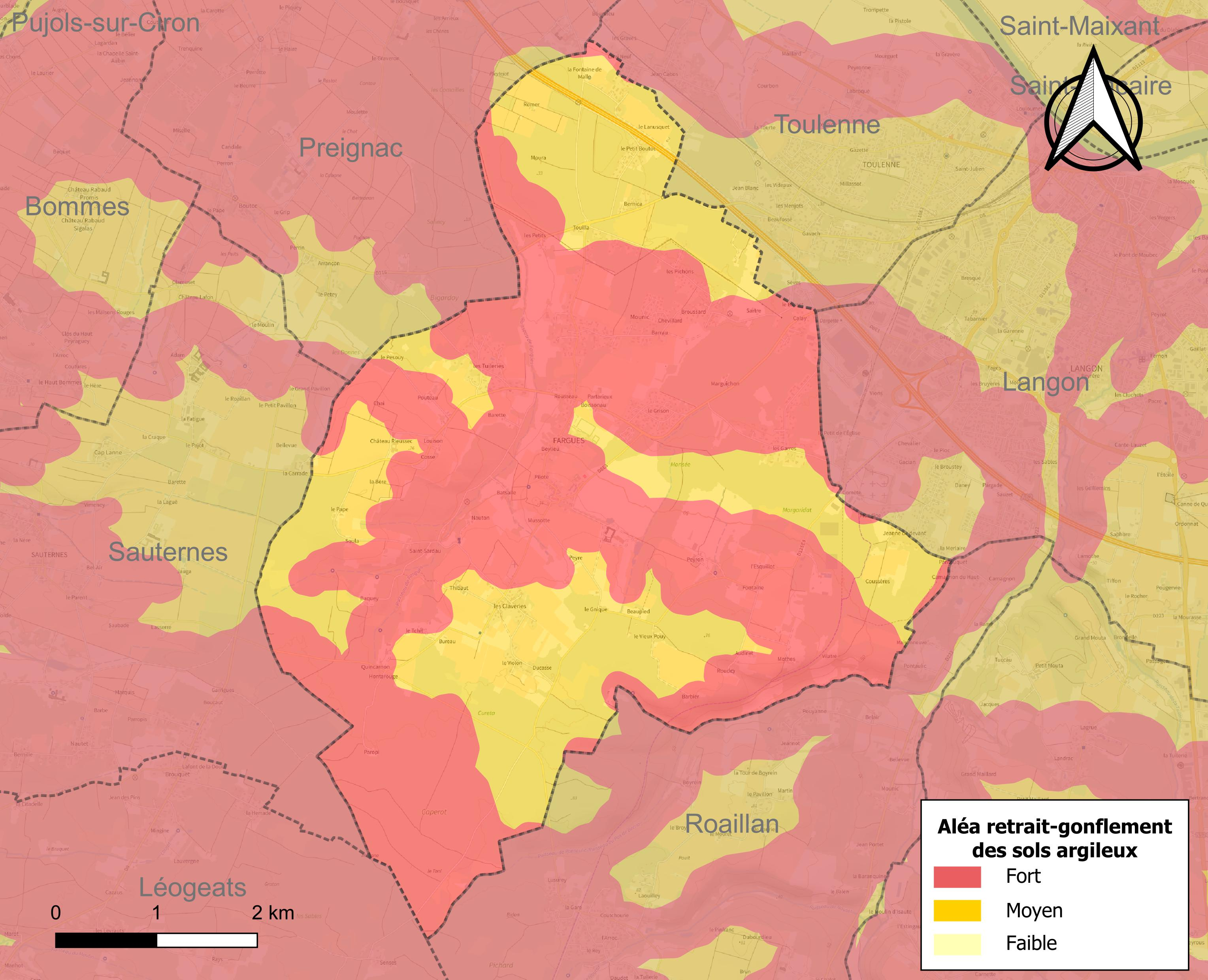
Carte des zones d'aléa retrait-gonflement des sols argileux de Fargues.

Le retrait-gonflement des sols argileux est susceptible d'engendrer des dommages importants aux bâtiments en cas d’alternance de périodes de sécheresse et de pluie. La totalité de la commune est en aléa moyen ou fort (67,4 % au niveau départemental et 48,5 % au niveau national). Sur les 723 bâtiments dénombrés sur la commune en 2019, 723 sont en aléa moyen ou fort, soit 100 %, à comparer aux 84 % au niveau départemental et 54 % au niveau national. Une cartographie de l'exposition du territoire national au retrait gonflement des sols argileux est disponible sur le site du BRGM,.
Par ailleurs, afin de mieux appréhender le risque d’affaissement de terrain, l'inventaire national des cavités souterraines permet de localiser celles situées sur la commune.
Concernant les mouvements de terrains, la commune a été reconnue en état de catastrophe naturelle au titre des dommages causés par la sécheresse en 1992 et 2003 et par des mouvements de terrain en 1999.

## Toponymie
Le nom de la commune provient du substantif latin fabrica, qui désigne un  « atelier d'artisan », à l'origine de notre « fabrique », et  a principalement désigné une forge.
En gascon, le nom de la commune est Fargas ou Hargas.

## Histoire
Pour la situation de la commune au XVIIIe siècle, voir l'ouvrage de Jacques Baurein.
À la Révolution, la paroisse Notre-Dame de Fargues forme la commune de Fargues. La commune de Fargues est parfois dénommée Fargues-de-Langon (nom d'usage).

## Politique et administration
| Période                                  | Période  | Identité       | Étiquette | Qualité                                                     |
| ---------------------------------------- | -------- | -------------- | --------- | ----------------------------------------------------------- |
| mars 1977                                | 2020     | Pierre Augey   | PCF       | Retraité Conseiller général du canton de Langon (1999-2015) |
| mai 2020                                 | En cours | Robert Roncoli | PCF       | Éleveur                                                     |
| Les données manquantes sont à compléter. |          |                |           |                                                             |

### Intercommunalité
Le 1er janvier 2014, la communauté de communes du Pays de Langon ayant été supprimée, la commune de Fargues s'est retrouvée intégrée à la communauté de communes du Sud Gironde siégeant à Mazères.

## Démographie
Les habitants sont appelés les Farguais.
L'évolution du nombre d'habitants est connue à travers les recensements de la population effectués dans la commune depuis 1793. Pour les communes de moins de 10 000 habitants, une enquête de recensement portant sur toute la population est réalisée tous les cinq ans, les populations de référence des années intermédiaires étant quant à elles estimées par interpolation ou extrapolation. Pour la commune, le premier recensement exhaustif entrant dans le cadre du nouveau dispositif a été réalisé en 2007.

En 2022, la commune comptait 1 634 habitants, en évolution de +0,74 % par rapport à 2016 (Gironde : +6,91 %, France hors Mayotte : +2,11 %).
| 1793 | 1800 | 1806 | 1821 | 1831 | 1836 | 1841 | 1846 | 1851 |
| ---- | ---- | ---- | ---- | ---- | ---- | ---- | ---- | ---- |
| 878  | 711  | 780  | 824  | 873  | 834  | 790  | 788  | 813  |

| 1856 | 1861 | 1866 | 1872 | 1876 | 1881 | 1886 | 1891 | 1896 |
| ---- | ---- | ---- | ---- | ---- | ---- | ---- | ---- | ---- |
| 837  | 841  | 802  | 730  | 765  | 779  | 816  | 795  | 777  |

| 1901 | 1906 | 1911 | 1921 | 1926 | 1931 | 1936 | 1946 | 1954 |
| ---- | ---- | ---- | ---- | ---- | ---- | ---- | ---- | ---- |
| 803  | 759  | 701  | 603  | 571  | 622  | 608  | 541  | 584  |

| 1962 | 1968 | 1975 | 1982  | 1990  | 1999  | 2006  | 2007  | 2012  |
| ---- | ---- | ---- | ----- | ----- | ----- | ----- | ----- | ----- |
| 643  | 652  | 769  | 1 078 | 1 185 | 1 215 | 1 526 | 1 568 | 1 534 |

| 2017  | 2022  | - | - | - | - | - | - | - |
| ----- | ----- | - | - | - | - | - | - | - |
| 1 652 | 1 634 | - | - | - | - | - | - | - |

## Lieux et monuments

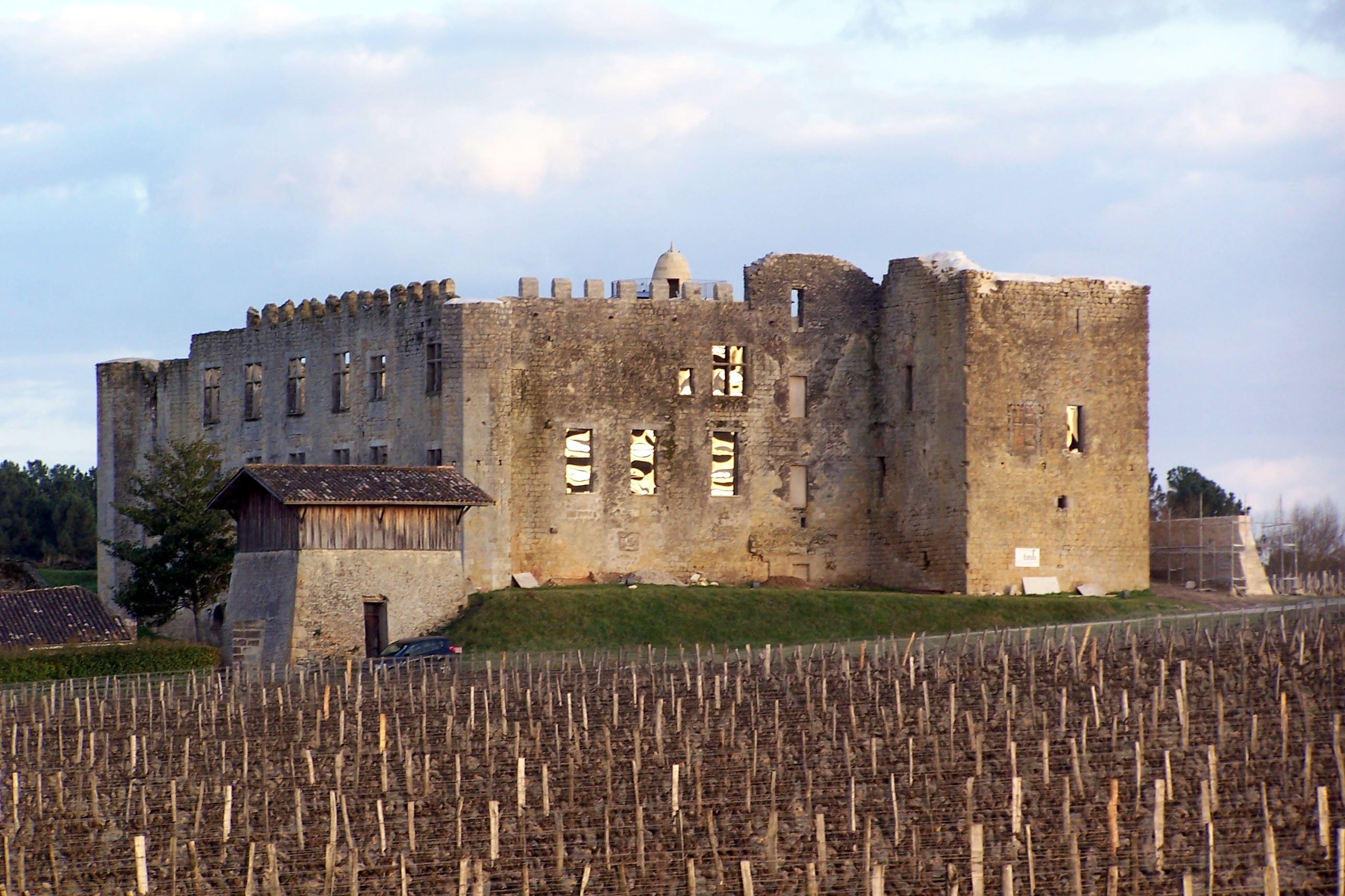
Le château de Fargues.

- Le château de Fargues, propriété privée, est une forteresse du XIVe siècle, agrandie et bastionnée, qui fut incendiée au XVIIe siècle ; ses ruines témoignent de l'un des plus beaux exemples d'architecture militaire de la fin du Moyen Âge et de l'époque moderne. Il est inscrit aux monuments historiques depuis 2007[34].
- L'église Notre-Dame, de style gothique, construite vers le XIIIe siècle et agrandie au XVe siècle, comporte un clocher-mur datant du XVIIIe siècle[35].
- Château Rieussec.
- Château Romer.
- Château Romer du Hayot.

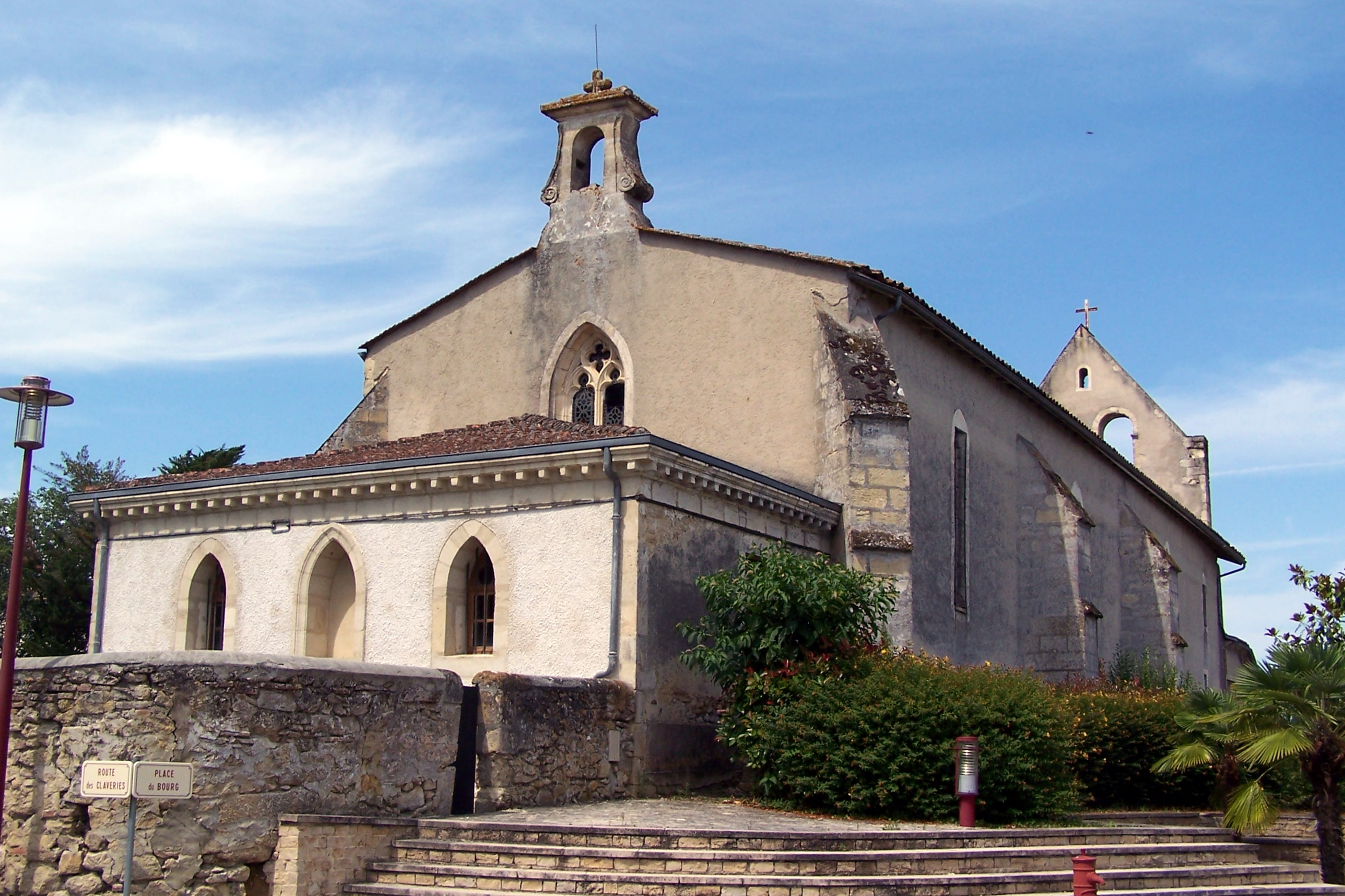
L'église Notre-Dame.
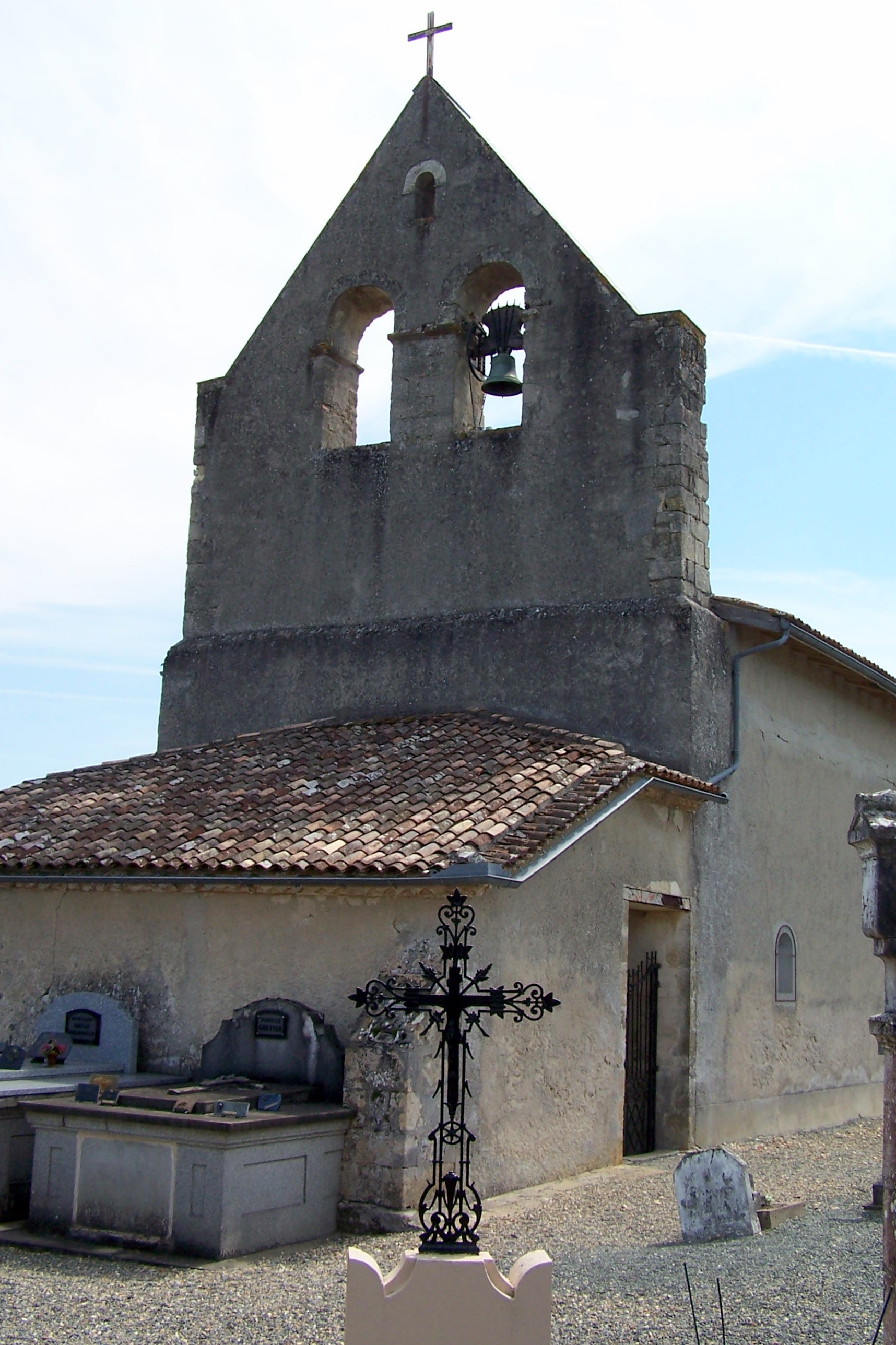
Vue sud-ouest de l'église.
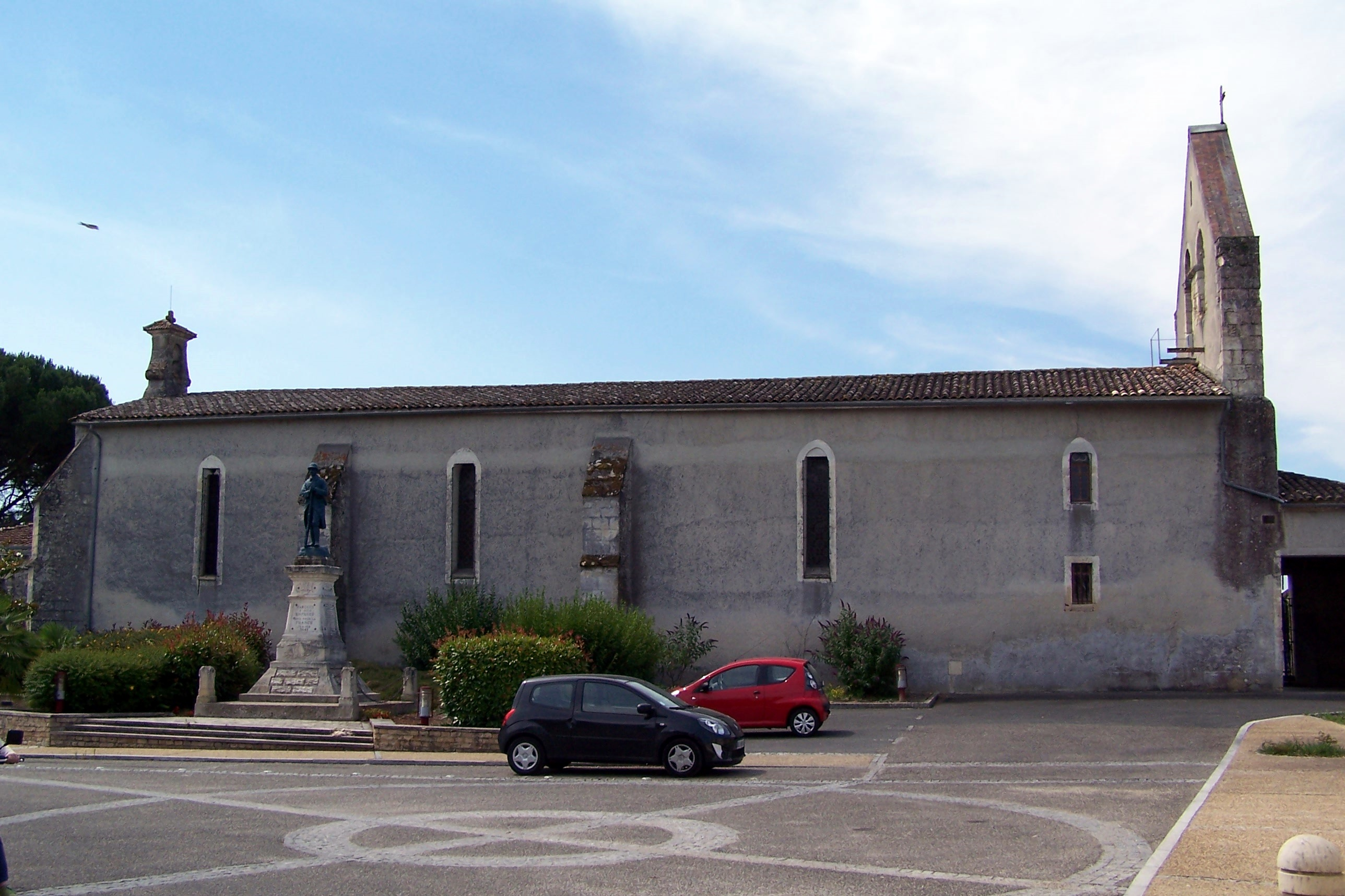
Vue latérale de l'église.